# Crimes and Misdemeanors (Beverly Hills, 90210)
Crimes and Misdemeanors is de negentiende aflevering van het achtste seizoen van het tienerdrama Beverly Hills, 90210, die voor het eerst werd uitgezonden op 4 februari 1998.

## Plot
Brandon probeert nog steeds contact te krijgen met Kelly, wat niet erg wil lukken. Kelly blijft hem afwijzen en wil haar leven weer oppakken. Kelly maakt kennis met Andrew, een ex-gevangene, die voor medische hulp het kliniek opzoekt waar Kelly werkt. Zijn leven wekt de interesse van Kelly, hij heeft in de gevangenis gezeten voor moord op zijn stiefvader. In de gevangenis heeft hij veel lichamelijk geweld meegemaakt door de bewakers waar hij nu nog veel last van heeft. Kelly vraagt aan Brandon of hij een verhaal wil schrijven over zijn leven. Brandon ziet nu een kans om weer vertrouwen te winnen bij Kelly en gaat aan de slag met het verhaal. Brandon leert van het verhaal dat wat je doet in je leven ook consequenties kan hebben. Dus als je een risico neemt dan moet je de uitkomst aanvaarden en dat je dan mag hopen dat de maatschappij je kan en wil vergeven voor je acties. Ondertussen wordt de relatie tussen Kelly en Jeff steeds intenser.
Donna krijgt slecht nieuws te verwerken. Haar oma waar ze een goed contact mee heeft, heeft een aneurysma en wordt nu verzorgd in het ziekenhuis. Volgens haar vader kan ze het beste haar opzoeken omdat de toekomst er slecht uitziet. Donna zoekt haar op samen met Noah aan haar zijde. Oma is blij haar te zien en vraagt haar hoe het met haar vriend David gaat. Donna vertelt haar dat het uit is met David en dat Noah haar vriend nu is. Oma kan en/of wil dit niet accepteren en blijft erbij dat David de liefde van haar leven is. Noah weet niet hoe hij dit moet aanpakken en blijft voorlopig op de achtergrond. David komt ook de oma opzoeken vanwege hun verleden en hoort dan ook van de oma dat hij het beste is voor Donna. Dan overlijdt oma en wordt hierna begraven. Het is een emotionele begrafenis en daarna komen ze samen bij Donna thuis. Als iedereen naar huis gaat vraagt Noah aan David of hij even wil blijven om met Donna te praten en dat hij zal gaan. Donna en David praten wat na wat eindigt in een kus.
David vindt het benauwend worden nu hij een kamer deelt met Valerie en wil een plek voor zijn eigen vinden. Steve vertelt hem dat het appartement van Carly leeg staat en dat hij er zo in kan. David is hier blij mee en neemt het aanbod aan, Valerie is hier minder blij mee omdat zij denkt nu David weggaat ook hun relatie over is. David heeft veel moeite haar te overtuigen dat dit niet het geval is maar dat hij meer vrijheid wil. Valerie beseft dat David gelijk heeft en dit stelt haar gerust. Ze is alleen minder gerust over de gebeurtenissen tussen David en Donna nu Donna’s oma op sterven ligt. Na haar overlijden vraagt Valerie aan David om niet naar de begrafenis te gaan. David denkt hier niet over en gaat ernaartoe.
Steve komt een mooie vrouw tegen en raakt aan de praat. Ze blijkt nog een vriendin te hebben en Steve regelt een dubbel afspraakje met de vriendin en Brandon. Brandon staat niet echt te springen omdat hij nog steeds hoopt op Kelly maar laat zich toch overhalen en gaan met zijn vieren op stap. De dames nodigen de heren uit in hun huis. Daar komen de heren voor een grote verrassing te staan. Het blijkt dat de dames een relatie met elkaar te hebben en zij gingen ervan uit dat Steve en Brandon ook samen een relatie hebben.

## Rolverdeling
- Jason Priestley - Brandon Walsh
- Jennie Garth - Kelly Taylor
- Ian Ziering - Steve Sanders
- Brian Austin Green - David Silver
- Tori Spelling - Donna Martin
- Tiffani Thiessen - Valerie Malone
- Joe E. Tata - Nat Bussichio
- Lindsay Price - Janet Sosna
- Michael Durrell - Dr. John Martin
- Vincent Young - Noah Hunter
- Katherine Cannon - Felice Martin
- Michael Reilly Burke - Jeff Stockmann
- Paul Popowich - Jasper McQuade
- June Lockhart - Celia Martin
- Richard Joseph Paul - Andrew Turner